# Саса (Македонска Каменица)
Саса (мкд. Саса) је насеље у Северној Македонији, у источном делу државе. Саса је у саставу општине Македонска Каменица.

## Географија
Саса је смештена у источном делу Северне Македоније. Од најближег града, Делчева, насеље је удаљено 30 km западно.
Насеље Саса се налази у историјској области Пијанец. Насеље се развило у долини Камничке реке, на јужним падинама Осоговских планина. Надморска висина насеља је приближно 750 метара. 
Месна клима је планинска због знатне надморске висине.

## Становништво
Саса је према последњем попису из 2002. године имала 876 становника.
Претежно становништво у насељу су етнички Македонци (99%), а остало су Срби.
Већинска вероисповест месног становништва је православље.